# Anglo Palermitan Athletic and Football Club 1900-1901
Questa voce raccoglie le informazioni riguardanti l'Anglo Palermitan Athletic and Football Club nelle competizioni ufficiali della stagione 1900-1901.

## Stagione
La storia dell'arrivo del calcio a Palermo è legata, come in tutte le città di mare italiane, ai solidi rapporti che l'alta borghesia locale intratteneva col mondo britannico. Per lungo tempo si è addirittura pensato che la squadra fosse stata fondata nell'aprile 1898 per iniziativa dell'inglese Joseph Isaac Spadafora Whitaker e di altri suoi connazionali trasferitisi a Palermo. Tale teoria si basa forse su un equivoco: nell'aprile del 1897 era effettivamente nato un circolo, denominato Sport Club, dove probabilmente si praticò per la prima volta la disciplina calcistica. Ufficialmente, la storia del Palermo risulta essere iniziata il 1º novembre 1900 per volere di Ignazio Majo Pagano, un giovane che aveva conosciuto il calcio in Inghilterra e che aveva deciso di importare questo nuovo sport nella natìa Palermo.
Nacque così l'Anglo-Palermitan Athletic and Foot-Ball Club.
I colori sociali furono fissati in rosso e bleu, come i colori di una divisa da football che Majo Pagano aveva portato con sé dall'Inghilterra. Come primo presidente fu nominato il vice console britannico a Palermo Edward De Garston, come primo allenatore George Blake, proveniente dal Genoa. Il primo campo da calcio del sodalizio siciliano, per i suoi incontri casalinghi, fu messo a disposizione dalla famiglia Whitaker, in una loro proprietà alle spalle della palazzina Varvaro. Il campo Varvaro fu però presto soprannominato "U pantanu" (il Pantano in italiano), visto il pessimo drenaggio delle acque.
L'Anglo-Palermitan Athletic and Foot-Ball Club disputò la sua prima partita proprio il 30 dicembre dello stesso anno della sua fondazione ufficiale, sul campo Varvaro contro l'equipaggio del "Nathan", una nave inglese approdata al porto di Palermo, perdendo 5-0; il carattere mondano dell'evento viene confermato dalle cronache locali che ricordano anche il rinfresco del post-partita.

## Divise
La maglia utilizzata per gli incontri di campionato era rossa e blu.
| Manica sinistra · Maglietta · Maglietta · Manica destra · Pantaloncini · Calzettoni |

## Organigramma societario
Area direttiva
- Presidente: Edward De Garston

Area tecnica
- Allenatore: George Blake

## Rosa
| N. |                        | Ruolo | Calciatore          |
| -- | ---------------------- | ----- | ------------------- |
|    | Inghilterra (bandiera) | P     | Edward De Garston   |
|    | Inghilterra (bandiera) | D     | George Blake        |
|    | Inghilterra (bandiera) | D     | Norman Olsen        |
|    | Italia (bandiera)      | C     | Walter Gaffiero     |
|    | Italia (bandiera)      | C     | Benoit Marino       |
|    | Italia (bandiera)      | C     | Ignazio Majo Pagano |

| N. |                   | Ruolo | Calciatore        |
| -- | ----------------- | ----- | ----------------- |
|    | Italia (bandiera) | A     | Natale De Stefani |
|    | Italia (bandiera) | A     | Enrico Giaconia   |
|    | Italia (bandiera) | A     | Matteo Macaluso   |
|    | Italia (bandiera) | A     | Roberto Pojero    |
|    | Italia (bandiera) | A     | Vincenzo Pojero   |

## Trasferimenti
| Acquisti | Acquisti     | Acquisti | Acquisti   |
| R.       | Nome         | da       | Modalità   |
| -------- | ------------ | -------- | ---------- |
| D        | George Blake | Genoa    | definitivo |

| Cessioni | Cessioni | Cessioni | Cessioni |
| R.       | Nome     | a        | Modalità |
| -------- | -------- | -------- | -------- |